# Charlestown (Saint Kitts i Nevis)
Charlestown – miasto w Saint Kitts i Nevis, główna miejscowość wyspy Nevis, nad Morzem Karaibskim; 1790 mieszkańców (2001). Stolica parafii Saint Paul Charlestown. Port rybacki; ośrodek turystyczno-wypoczynkowy. Druga co do wielkości miejscowość kraju. Miejsce urodzenia twórcy dolara amerykańskiego i projektanta pierwszych banknotów tej waluty, Alexandra Hamiltona.